# Rudenice (Ključ)
Rudenice falu Bosznia-Hercegovinában, a Bosznia-hercegovinai Föderáció Una-Szanai kantonjában, Ključ községben.

## Fekvése
Bosznia-Hercegovina nyugati részén, Bihácstól légvonalban 80, közúton 96 km-re délkeletre, Ključtól légvonalban 2, közúton 3 km-re délkeletre, a Szana jobb partján fekszik. 

## Népessége
| Nemzetiségi csoport | Népesség 1991 | Népesség 2013 |
| ------------------- | ------------- | ------------- |
| Szerb               | 415           | 28            |
| Bosnyák             | 10            | 52            |
| Horvát              | 1             | 0             |
| Jugoszláv           | 0             | 2             |
| Egyéb               | 4             | 16            |
| Összesen            | 430           | 98            |

## Története
A települést Rudinice néven István Tamás bosnyák király 1446-os, Vrandukban kiadott oklevelében említik először, melyben a Dragišić testvéreket megerősíti birtokaikban. Az oklevél minden történész számára igen értékes forrás, mert két város és hatvankét falu neve szerepel benne. Ezenkívül ez az oklevél elhárít minden kétséget a „szerb” és a „horvát” megjelölés jelentésével kapcsolatban, amelyek időnként előfordulnak a boszniai királyok címeiben. Az oklevél egyértelműen kimondja, hogy a vitatott „szerb” és a „horvát” megjelölések az országokra, és nem a népekre vonatkoznak. Az okirat egyértelműen megkülönbözteti a Ključ városhoz (banjicai plébániához) és a sanai plébániához tartozó adományozott ingatlanokat, amiből az következik, hogy Rudinice és Kladje falvak a banjicai plébániához, nem pedig a szanai plébániához tartoztak. Ugyanis volt, aki az oklevélben említett Rudinicát a Sasina melletti Rudinével azonosította, akkor azonban a sanai plébániához tartozott volna, viszont Ključtól délkeletre még ma is megtalálható Rudenice falu.
Rudenice 1878-ig tartozott az Oszmán Birodalomhoz, majd az Osztrák-Magyar Monarchia része lett. A monarchia szétesésével 1918-ben előbb a Szerb-Horvát-Szlovén Királyság, majd 1929-től a Jugoszláv Királyság része. 1945-től a település a szocialista Jugoszlávia része volt. 1991-ben a falut még 97%-ban szerbek lakták. A boszniai háború idején, 1995-ben szerb lakossága elmenekült az előrenyomuló bosnyák hadsereg csapatai elől. Közülük a háború után csak kevesen tértek vissza. A szerbek közül sokan bosnyákoknak adták el itteni házaikat. 2013-ben a település már bosnyák többségű volt.